# Albertslund
Albertslund es el principal suburbio del municipio de Albertslund, en el área metropolitana de Copenhague, Dinamarca. Situado a 15 km al oeste de Copenhague, tiene una población en torno a los 30.000 habitantes. La mayor parte de los inmuebles son viviendas unifamiliares o bloques de baja altura, así como algunas industrias. Las líneas B y Bx del S-tog —tren urbano de Copenhague— cruzan y paran en la estación de Albertslund.
- Datos: Q3196726
- Multimedia: Albertslund / Q3196726